# 843 Nicolaia
A 843 Nicolaia (ideiglenes jelöléssel 1916 AN) a Naprendszer kisbolygóövében található aszteroida. Holger Thiele fedezte fel 1916. szeptember 30-án.